# Santiago Olivera
Santiago Olivera (Buenos Aires, 7 de enero de 1959) es un eclesiástico católico argentino, obispo castrense de Argentina desde 2017. Fue obispo de Cruz del Eje, desde 2008 hasta 2017. 

## Biografía
Nació el 7 de enero de 1959 en la ciudad argentina de Buenos Aires. 
Realizó su formación secundaria en el Instituto San José de Morón, de los Hermanos Maristas, donde se graduó.
Ingresó en el Seminario Diocesano de Morón, cursando sus estudios eclesiásticos en el Instituto de Filosofía y Teología "San José". En 1986 tras realizar estudios en la Facultad de Teología en la Universidad Católica Argentina, obtuvo el bachillerato en Teología. En 2007 participó en varios cursos de espiritualidad en la Pontificia Facultad Teológica Teresianum y en la Universidad Pontificia Salesiana.

### Sacerdocio
Su ordenación sacerdotal fue el 18 de septiembre de 1984, a manos del obispo Justo Oscar Laguna; incardinándose en la diócesis de Morón.
Como sacerdote desempeñó los siguientes ministerios:
- Párroco de Santa Madre de Dios en Villa Tesei.
- Delegado episcopal para la Pastoral Vocacional (1985).
- Director espiritual del Seminario Diocesano de Morón (1986-2004).
- Delegado episcopal de Liturgia (1986-1989).
- Miembro del Consejo Presbiteral.
- Secretario y canciller de la curia diocesana (1998-1990).
- Pro-vicario general (1990-1994).
- Vicario general (1994-2008).
- Asesor del Consejo Diocesano de Acción Católica Argentina (2005-2008).

Es autor de varias publicaciones sobre espiritualidad y meditaciones.

### Episcopado
El 24 de junio de 2008, el papa Benedicto XVI lo nombró obispo de Cruz del Eje. Fue consagrado el 18 de agosto del mismo año, a manos del obispo Justo Oscar Laguna. Tomó posesión canónica de la sede el 7 de septiembre de 2008.
Inició y promovió la causa de canonización del sacerdote José Gabriel del Rosario Brochero, también conocido como Cura Brochero.
En noviembre de 2008 dentro de la Conferencia Episcopal Argentina (CEA), fue designado delegado episcopal para las Causas de los Santos y miembro de la Comisión Episcopal de Ministerios, cargo que ocupó hasta 2014. Desde noviembre de 2014, fue presidente de la Comisión Episcopal de Comunicación Social, y miembro de la Comisión Permanente.
En 2013 fue nombrado vice postulador de la causa de beatificación de la sierva de Dios María Antonia de Paz y Figueroa, también conocida como Mama Antula.
El 28 de marzo de 2017, el papa Francisco lo nombró obispo castrense de Argentina. Tomó posesión del ordinariato el 30 de junio del mismo año.